# Liga NSO Županja 1976./77.
'"Liga Nogometnog saveza općine Županja", također i kao "Liga NSO Županja", "Općinska nogometna liga Županja" za sezonu 1976./77. je bila liga petog stupnja nogometnog prvenstva Jugoslavije. 
 
Sudjelovalo je 10 klubova, a prvak je bio "Jadran" iz Gunje. 

## Ljestvica
| mj. | klub                      | ut. | pob. | ner. | por. | gol+ | gol- | bod |
| --- | ------------------------- | --- | ---- | ---- | ---- | ---- | ---- | --- |
| 1.  | Jadran Gunja              | 18  | 11   | 7    | 0    | 58   | 27   | 29  |
| 2.  | Slavonija Soljani         | 18  | 12   | 3    | 3    | 46   | 25   | 27  |
| 3.  | Tomislav Cerna            | 18  | 10   | 6    | 2    | 46   | 23   | 26  |
| 4.  | Zrinski Bošnjaci          | 18  | 7    | 6    | 5    | 39   | 26   | 20  |
| 5.  | Sloga Štitar              | 18  | 5    | 7    | 6    | 34   | 35   | 17  |
| 6.  | Posavac Posavski Podgajci | 18  | 8    | 0    | 10   | 29   | 40   | 16  |
| 7.  | Slavonac Gradište         | 18  | 5    | 3    | 10   | 29   | 42   | 13  |
| 8.  | Šokadija Babina Greda     | 18  | 3    | 6    | 9    | 25   | 43   | 12  |
| 9.  | Borac Drenovci            | 18  | 4    | 4    | 10   | 38   | 51   | 12  |
| 10. | RAŠK Rajevo Selo          | 18  | 1    | 6    | 11   | 20   | 54   | 8   |

## Rezultatska križaljka
| kratica | klub                      | BOR | JAD | POS | RAŠK | SLAVI | SLAVO | SLO | ŠOK | TOM | ZRI |
| --- | ------------------------- | --- | --- | --- | ---- | ----- | ----- | --- | --- | --- | --- |
| BOR | Borac Drenovci            |     |     |     |      |       |       |     |     |     |     |
| JAD | Jadran Gunja              |     |     |     |      |       |       |     |     |     |     |
| POS | Posavac Posavski Podgajci |     |     |     |      |       |       |     |     |     |     |
| RAŠK | RAŠK Rajevo Selo          |     |     |     |      |       |       |     |     |     |     |
| SLAVI | Slavonija Soljani         |     |     |     |      |       |       |     |     |     |     |
| SLAVO | Slavonac Gradište         |     |     |     |      |       |       |     |     |     |     |
| SLO | Sloga Štitar              |     |     |     |      |       |       |     |     |     |     |
| ŠOK | Šokadija Babina Greda     |     |     |     |      |       |       |     |     |     |     |
| TOM | Tomislav Cerna            |     |     |     |      |       |       |     |     |     |     |
| ZRI | Zrinski Bošnjaci          |     |     |     |      |       |       |     |     |     |     |
| |                           |     |     |     |      |       |       |     |     |     |     |
| podebljan rezultat - utakmice od 1. do 9. kola (1. utakmica između klubova) rezultat normalne debljine - utakmice od 10. do 18. kola (2. utakmica između klubova) rezultat nakošen - nije vidljiv redoslijed odigravanja međusobnih utakmica iz dostupnih izvora rezultat smanjen * - iz dostupnih izvora nije uočljiv domaćin susreta prekrižen rezultat - poništena ili brisana utakmica p - utakmica prekinuta 3:0 p.f. / 0:3 p.f. - rezultat 3:0 bez borbe |                           |     |     |     |      |       |       |     |     |     |     |

 Izvori: